# Appeasement

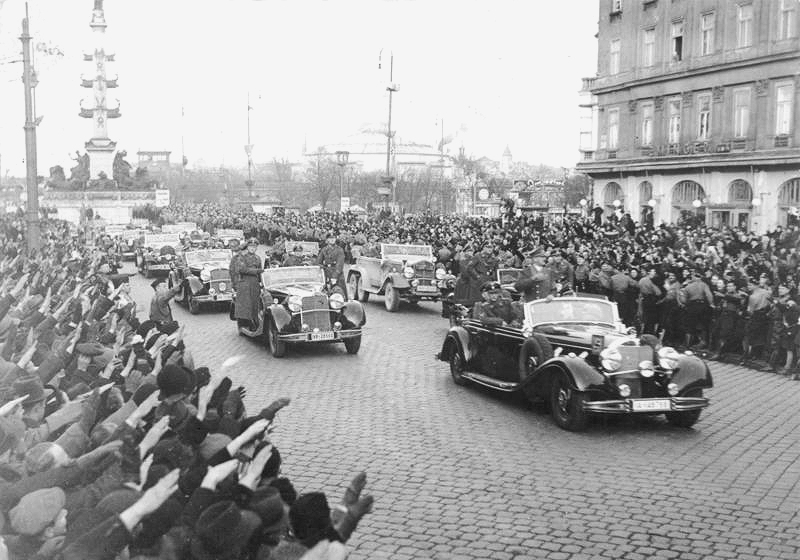
Anschluss Austrii (marzec 1938)

Appeasement (ang.), zaspokajanie, uspokajanie, łagodzenie – polityka ustępstw prowadzona przez rząd Wielkiej Brytanii premiera Neville’a Chamberlaina, a później także rząd francuski premiera Édouarda Daladiera w latach 1935–1939 wobec państw Osi: III Rzeszy i faszystowskich Włoch. W znaczeniu szerszym – pejoratywny termin oznaczający ugodowe postawy polityczne wobec państw agresywnych.
Według Andrzeja Nowaka pierwszym przejawem polityki appeasementu była oferta, jaką premier Wielkiej Brytanii David Lloyd George złożył Rosji Radzieckiej 11 lipca 1920 roku. Lloyd George proponował nowym władzom bolszewickim w Moskwie, aby nieustalona wówczas jeszcze granica polsko-radziecka przebiegała wzdłuż linii Curzona. Oddanie Polski w ręce Rosji Radzieckiej miało w zamyśle Londynu zaspokoić Moskwę i powstrzymać ekspansję bolszewików w kierunku Europy Zachodniej. Bolszewicy z oferty nie skorzystali, ponieważ w ich planach było zdobycie Berlina i Niemiec (wygrana Polaków w Bitwie Warszawskiej te zamiary przekreśliła).
Kolejnym przejawem polityki appeasementu był brak reakcji na remilitaryzację Nadrenii w marcu 1936 (rok wcześniej podobnie potraktowano przywrócenie w Rzeszy poboru do wojska zakazanego przez Traktat wersalski). Kolejnym działaniem III Rzeszy, umacniającym jej pozycję, był Anschluss Austrii w marcu 1938. Działanie to nie doczekało się żadnej oficjalnej reakcji ze strony Francji i Wielkiej Brytanii ani Ligi Narodów.
Polityka appeasementu wobec hitlerowskich Niemiec polegała na serii ustępstw politycznych, wojskowych i terytorialnych, z których każde miało zadowolić Adolfa Hitlera oraz zapobiec dalszym jego żądaniom, a przede wszystkim nie dopuścić do wybuchu kolejnej wojny.

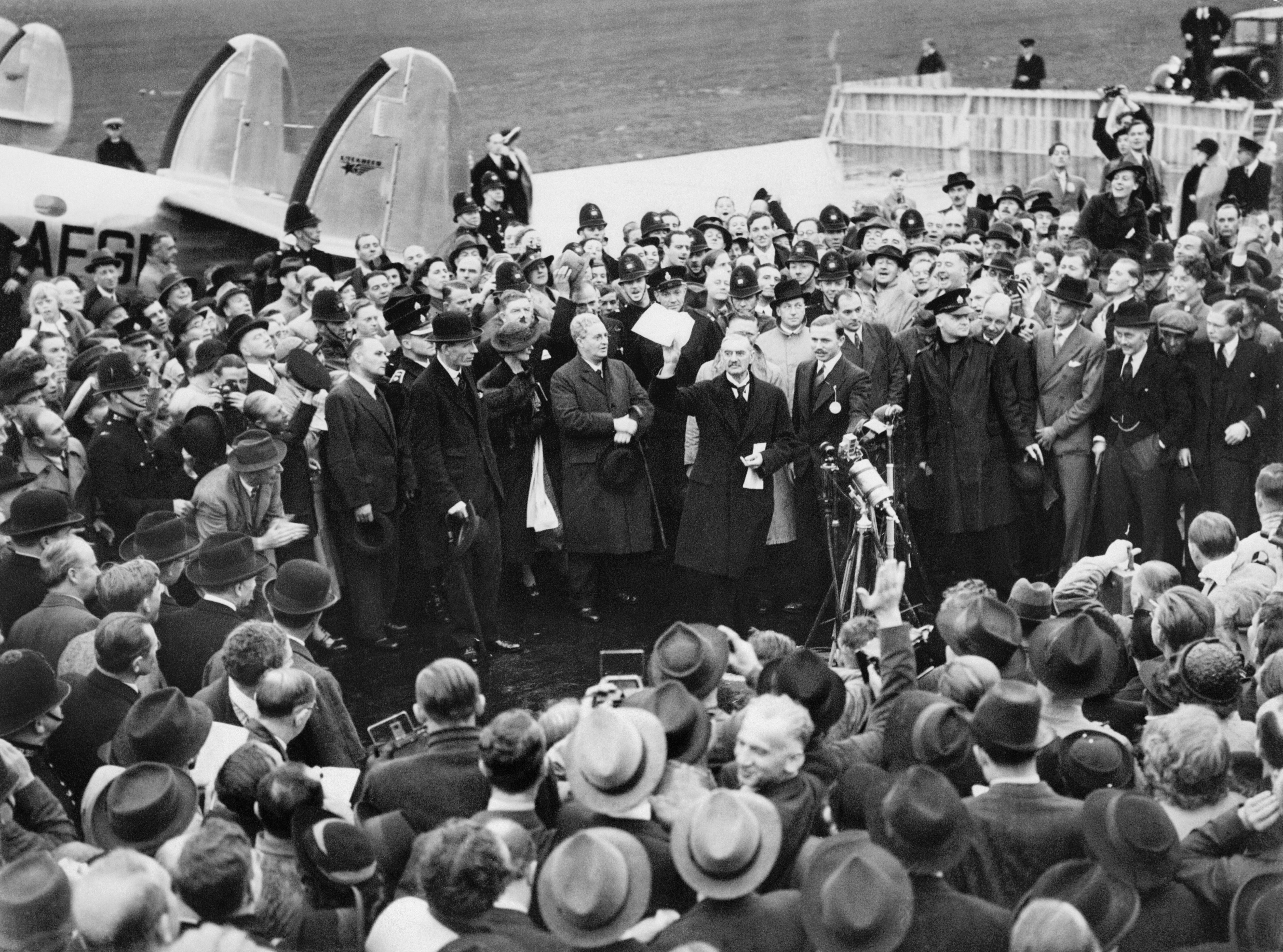
Neville Chamberlain na lotnisku Heston po powrocie z Monachium oświadcza: „Przywożę wam pokój” (30 września 1938)

Wydarzeniem, w którym appeasement ujawnił się z całą mocą, był konflikt niemiecko-czechosłowacki o Kraj Sudetów i konferencja w Monachium (1938). Kraj Sudetów, zamieszkały w większości przez Niemców, przypadł po I wojnie światowej w udziale Czechosłowacji. Współżycie między narodami układało się harmonijnie, aż do połowy lat 30. XX wieku, kiedy powstała faszyzująca Partia Sudeckoniemiecka (niem. Sudetendeutsche Partei) pod kierownictwem Konrada Henleina, który domagając się przyłączenia Kraju Sudetów do Rzeszy Niemieckiej, oskarżył rząd w Pradze o prześladowania i zwrócił się o pomoc do Adolfa Hitlera. W konflikt niemiecko-czechosłowacki włączyły się także inne kraje. Pozornie występowały w obronie Czechosłowacji, jednakże w kulminacyjnym momencie zaczęły namawiać praski rząd do ustąpienia. Sprawę zakończył układ monachijski (29–30 września 1938) z udziałem przedstawicieli Niemiec, Wielkiej Brytanii, Francji i Włoch, na którym postanowiono przyłączyć Kraj Sudetów do III Rzeszy. Przedstawiciele Czechosłowacji nie zostali dopuszczeni do sali obrad.
Po kolejnej agresji niemieckiej, tj. dokonanym 15 marca 1939 zajęciu czeskiej części Czechosłowacji (później na tym obszarze powstał Protektorat Czech i Moraw) i utworzeniu marionetkowego państwa słowackiego oraz przyłączeniu Okręgu Kłajpedy w marcu 1939 polityka Chamberlaina spotkała się z ostrą krytyką w Wielkiej Brytanii. Premier próbował przyjąć twardszy kurs, udzielając gwarancji Polsce (31 marca 1939), Rumunii oraz Grecji i później, na tydzień przed wybuchem wojny, podpisując z Polską układ o wzajemnej pomocy (polsko-brytyjski układ sojuszniczy). Nie dało to już jednak spodziewanych rezultatów – wojna wybuchła.
Ostatnim echem appeasementu można nazwać dziwną wojnę (zwaną też „śmieszną” albo „siedzącą”), jaką alianci prowadzili na froncie zachodnim II wojny światowej jesienią 1939.
Polityka appeasementu została w pełni zarzucona wraz z objęciem w Wielkiej Brytanii rządów przez Winstona Churchilla w maju 1940.